# Zhao Kun
Zhao Kun (en chino tradicional, 趙坤; en chino simplificado, 赵坤) (China, 10 de enero de 1973) es una nadadora retirada especialista en estilo libre. Fue olímpica en los Juegos Olímpicos de Barcelona 1992 donde consiguió una medalla de plata en la prueba de 4x100 metros libres tras nadar las series eliminatorias.

## Palmarés internacional
| Juegos Olímpicos | Juegos Olímpicos    | Juegos Olímpicos | Juegos Olímpicos |
| Año              | Lugar               | Medalla          | Prueba           |
| ---------------- | ------------------- | ---------------- | ---------------- |
| 1992             | Barcelona ( España) | Medalla de plata | 4x100 m libres   |